# Айліс
Айліс, Айлій, Елій — правитель (цар) Малої Скіфії.
Л. Тарасюк зазначив, що основа імені Айліса (Тетяна Блаватська, Олексій Орєшніков називають його Елієм) тотожна авестійському «airya» (давньоперському «ariya») — «арієць», «арійський». У передачі скіфів приголосний «r» був замінений «l», що є характерним для «аланської» групи іранських мов.
Про Айліса відомо лише з нечисленного нумізматичного матеріалу. Відомості про цього правителя епіграфічні джерела не містять. Спочатку було виявлено та вивчено бронзові монети Айліса двох типів: на аверсі голови Діоскурів у конічних шапках з лавровими вінками та на реверсі протоми їх коней; на аверсі голова Геліоса та на реверсі розетки. Останні, за зауваженням С. Андруха, мають схожість з грошовими знаками Том із зображеннями Геліоса та зірок. Як зазначив М. Манов, грецькі колоністи, мабуть, вирішили, що ім'я Айліса подібне до імені еллінського бога сонця. Згодом було знайдено монети Айліса ще трьох типів.
Теодор Герасимов висловив припущення, що Айліс панував після Акроси, а його наступником був останній представник династії Саріак. С. Андрух визнала, що Айлій і Харасп були останніми правителями Малої Скіфії.